# Frank McDonough
Frank McDonough (ur. 1957) – brytyjski historyk i pisarz specjalizujący się w historii III Rzeszy oraz II wojny światowej.

## Życiorys
Studiował na Balliol College w Oksfordzie, doktoryzował się na Lancaster University. Profesor John Moores University w Liverpoolu. Autor cenionych książek, ekspert i konsultant programów telewizyjnych oraz radiowych poświęconych tematyce  III Rzeszy i II wojny światowej.

## Książki przełożone na język polski[3]
- Gestapo. Mity i prawda o tajnej policji Hitlera (2016)
- Czas Hitlera. Triumf 1933-1939, tom 1 (2020)
- Czas Hitlera. Klęska 1940-1945, tom II (2022)